# Goose Milkers
Goose Milkers (schertsvertaling van ganzenmelkers, zoals men vroeger de inwoners van Beek en Donk noemde) is een jazzorkest dat is ontstaan in 1957 in Café Pauwkes in Beek en Donk.
Pauwkes groeide in de jaren daarop volgend uit tot een van de belangrijkste jazz-centra van Zuid-Nederland. In die periode veranderde de naam van het jazzcafé in Pauwkes Jazzcorner. De roots van het orkest lagen op het Carolus College in Helmond. Op 17 maart 1957 werd de oprichting formeel op papier vastgelegd.
De bezetting in 1967:
- Cor van Eerd, leider, sopraan sax
- Theo Thijssens, alt sax
- Leo van Kessel, tenor sax
- Ben van Meelis, klarinet
- Harry Weijtmans, trombone
- Jules Antonio, banjo
- Hans van den Elzen, gitaar
- Martin Heesakkers, piano
- Noud van Zutven, bass
- Frans Slits, drums

Het orkest vergaarde grote roem in het zuiden van Nederland en in België. Daarnaast had de band optredens in Duitsland, Oostenrijk, Polen en Frankrijk.
Vijftig jaar na het eerste optreden werd in 2007 een laatste concert gegeven in de muziekgebouw 't Anker in Beek en Donk.
In 2016 werden de Goose Milkers genomineerd voor de Big Bang Award van het Eindhovens Dagblad.

## Discografie
- 1967: 7" vinyl; Georgia Camp Meeting, Fidety Feet. Opgenomen in Den Haag op 31 maart 1967
- 2007: cd single; re-relaese van 7" single uit 1969 ter gelegenheid van het 50-jarig bestaan. Excelsior Recordings (Excel 06010)